# BabyTV
BabyTV es un canal de televisión por suscripción internacional para bebés, niños pequeños y padres, propiedad de Fox Networks Group, una subsidiaria de Walt Disney Direct-to-Consumer & International, en última instancia, propiedad de The Walt Disney Company Lanzado en 2003, BabyTV se distribuye en más de 100 países, transmitiendo en 18 idiomas (a partir de 2013).

## Historia
BabyTV fue desarrollado por primera vez en 2003 como un canal en Israel por Ron Isaak, Maya y Liran Talit y miembros de su familia.
BabyTV se lanzó por primera vez en 2005, y en septiembre de 2007, Fox International Channels de News Corp adquirió una participación importante en BabyTV, colocándolo junto con sus ofertas internacionales de Fox Crime, Fox, National Geographic y otros.
En 2006, Indovision con Dori Media Distribution comenzó a operar BabyTV en Indonesia. Remarcado como Vision 3 Baby, este canal se dobla en indonesio y tiene el mismo contenido de programa y horarios que transmite Baby TV Asia; Sin embargo, la publicidad es diferente en ambas vigas.
BabyTV también se lanzó en Sky Digital en el Reino Unido el 5 de febrero de 2007.
Baby TV se lanzó en Latinoamérica el 1 de abril de 2007 y el 1 de enero de 2008 en España.
En 2008, las autoridades francesas prohibieron la transmisión de programas destinados a niños menores de 3 años y ordenaron que se incluyeran advertencias en canales extranjeros disponibles en Francia como BabyTV y su competidor BabyFirst.
El canal, junto con Fox Crime y Fox, se lanzó en India el 25 de marzo de 2009.
En enero de 2011, BabyTV se agregó al paquete de programación de Dish Network en el canal 126.
El 1 de diciembre de 2011, BabyTV se lanzó a través del canal 140 de SkyCable y solo estará disponible a través de su plataforma digital.
El 1 de octubre de 2012, BabyTV se lanzó a través del canal 244 de Mio TV y será el primero en lanzar el canal en formato HDTV 16: 9.
Hong Kong, Taiwán y Macao están disponibles en Now TV Channel 448, Macau Cable TV Channel 61 (SD) y 861 (HD) y Taiwan CATV Channel 311 (HD) y CHT MOD Channel 17.
Una versión en español está disponible en los Estados Unidos en Dish Network.
También está disponible en OSN Network, beIN Network y My-HD con el idioma árabe.
El 20 de marzo de 2019, el canal se convirtió en parte de Walt Disney Direct-to-Consumer & International como resultado de la adquisición de 21st Century Fox por The Walt Disney Company.
El 20 de marzo de 2024, la señal latinoamericana de Baby TV se unificó con la señal española.
El 2 de diciembre, Disney anunció el cierre del canal en Brasil en febrero de 2025, junto con otros canales como Disney Channel, Star Channel, FX, National Geographic y Cinecanal.

## Programas
Baby TV posee programas de televisión desarrollados en un formato para los bebés, niños pequeños y sus padres. El programa original de Baby TV desarrolla en colaboración con expertos en desarrollo infantil y expertos en el tema se construye en torno a nueve temas de desarrollo.

## Temas
El contenido de Baby TV está organizado en nueve temas que abarcan toda la habilidad de aprendizaje temprano y los hitos del desarrollo para niños pequeños.
Las nueve categorías son:
- Primeros conceptos
- Naturaleza y animales
- Música y arte
- Imaginación y creatividad
- Construir amistades
- Canciones y rimas
- Juegos de adivinanza
- Actividades
- Hora de acostarse